# Madonna col Bambino (Antonio Filocamo)
La Vergine con il Bambino è un dipinto a olio su tela di Antonio Filocamo riecheggiante lo stile delle icone bizantine. Fu realizzato intorno al 1741 per la cappella della Madonna della Lettera della cattedrale di Palermo.

## Storia
Il dipinto funge da pala d'altare per la cappella della Madonna della Lettera, circondato nelle pareti laterali dai dipinti di Angelo Del Vecchio raffiguranti san Mamiliano, santa Ninfa e i santi Eustochio, Proculo e Golbudeo a sinistra e il beato Giacomo Cusmano a destra. Il culto palermitano della "messinese" Madonna della Lettera risaliva ad anni precedenti alla realizzazione del dipinto. Nel 1730 il Senato di Palermo la elesse a patrona della città, mentre Messina s'impegnò a festeggiare ad ogni 15 luglio, con messa solenne e processione, la principale patrona di Palermo, Rosalia.
Immediatamente sotto il dipinto sono riportate le parole del testo della lettera che, secondo la tradizione, Maria fece inviare ai cristiani di Messina:
Madre di Gesù crocifisso,

della tribù di Giuda,

della stirpe di Davide,

salute a tutti i messinesi

e Benedizione di Dio Padre Onnipotente.

Ci consta per pubblico strumento che voi tutti con fede grande

avete a noi spedito Legati e Ambasciatori,

confessando che il Nostro Figlio,

generato da Dio sia Dio e uomo

e che dopo la sua resurrezione salì al cielo:

avendo voi conosciuta la via della verità

per mezzo della predicazione di Paolo apostolo eletto

per la qual cosa benediciamo voi e la vostra città

della quale noi vogliamo essere perpetua protettrice.
Da Gerusalemme 3 giugno anno 42 di Nostro Figlio. Indizione 1 luna XXVII»

## Descrizione e stile
In quest'opera Filocamo riprende lo stile dell'iconografia bizantina mai del tutto venuta meno in Sicilia.